# Статева рівність

Символ гендерної рівності

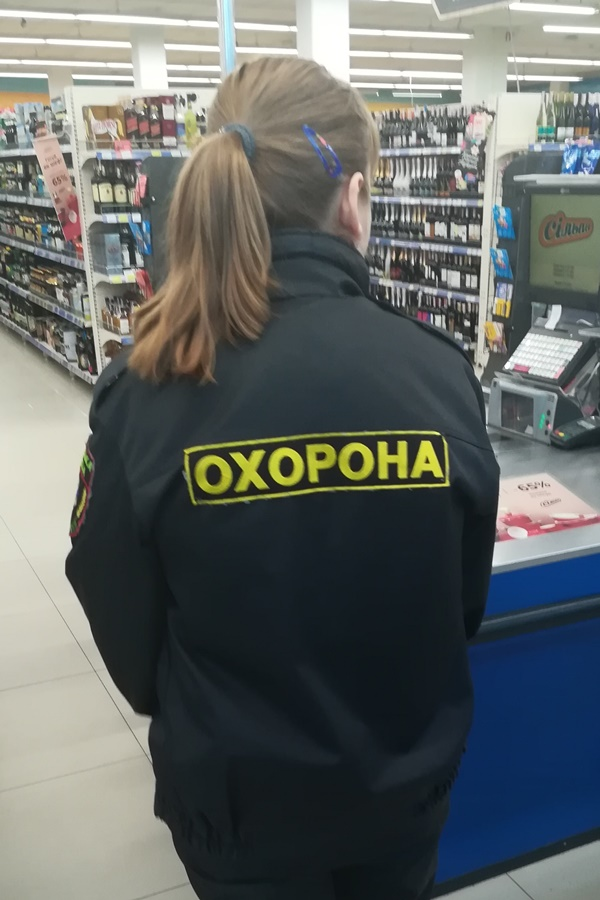
Жінка-охоронець супермаркету

Статéва рíвність, ге́ндерна рíвність, також рíвність чоловікíв та жінóк, рі́вність статей, сексуа́льна рíвність — концепція досягнення рівних прав людини між чоловіками та жінками в правових відносинах (трудових, сімейних тощо), а також зрівнювання ролі в суспільстві загалом, подолання сексизму та інших видів дискримінації На думку деяких дослідників, статева та гендерна рівність є наступною сходинкою соціально-статевих відносин після патріархальної системи. Статева рівність, як принцип, полягає в тому, щоб вивчити і усунути всі соціальні бар'єри, що заважають людині проявитися як особистості, а також створити рівні соціальні можливості для реалізації особистості чоловіків і жінок в усіх сферах життєдіяльності залежно від особистого вибору людини.
Рефлексією гендерної нерівності та шляхами і критеріями досягнення рівності всіх людей, але тільки в контексті надання виключно тих прав жінкам, яких вони певною мірою є позбавленими або ще залишаються частково дискримінованими в деяких питаннях, займається феміністичний рух, при цьому не піднімаючи питання рівності обов'язків жінок та чоловіків. Оскільки фемінізм не займається вирішенням питання рівності прав щодо чоловічої дискримінації, це питання знаходить відображення у різноманітних чоловічих рухах за права чоловіків, де більшість активістів цих рухів вказують, що вони не є виключно захисниками традиційних цінностей, а виступають за дискриміновані права чоловіків та рівні права і обов'язки жінок та чоловіків однаково.

## Концепт та стратегії досягнення гендерної рівності
Стамбульська конвенція (основний міжнародний законодавчий акт проти насильства щодо жінок та сімейного насильства) пропагує та захищає право кожного на вільне від насильства життя та забороняє всі види дискримінації жінок, яка виявляється у відмінному ставленні до них без об'єктивного та обґрунтованого виправдання. Рівноправність між жінками та чоловіками як за законом, так і на практиці займає центральне місце в припиненні насильства стосовно жінок. Досягнення рівності передбачається зобов'язанням сторін-учасниць Конвенції:
- внести принцип рівних прав між жінками та чоловіками до своїх конституцій чи законодавства;
- заборонити дискримінацію, зокрема шляхом застосування санкцій;
- скасувати закони та процесуальні норми, що дискримінують жінок.[3]

## Історія виборчого права для жінок
Основна стаття — Жіноче виборче право. З кінця XIX століття у світі активно починається процес надання права голосування жінкам нарівні з чоловіками.
- 1893 — Нова Зеландія, а потім Австралія першими визнали за жінками статус громадян, наділяючи їх виборчими правами;
- 1906—1907 роки — Фінляндія і Норвегія;
- 1915 рік — Данія;
- 1918 рік — Німеччина, Швеція, Велика Британія;
- 1920 рік — США;
- 1944 рік — Франція;
- 1945 — Італія;
- 1971 — Швейцарія.

До 1998 року жінки мали право голосування майже скрізь, окрім п'яти країн на Близькому Сході (Бахрейн, Кувейт, Оман, Катар, Саудівська Аравія) і в Султанаті Бруней.
В Норвегії є Інститут гендерної рівності Північних країн (заснований 1970 року за підтримки Ради міністрів Північних країн) фінансував проєкти рівних можливостей.

## Гендерна рівність в Росії і СРСР
У Росії першими за рівноправність статей стали боротися анархісти. У програмі Слов'янської секції Інтернаціоналу і «Революційному катехізисі» відомий анархіст М. О. Бакунін вимагав повної політичної і соціальної рівності жінки з чоловіком, а також заміни сучасної йому сім'ї, узаконеної релігійно-юридичним шлюбом, шлюбом вільним. Також Бакунін вимагав знищення сімейного права і права спадщини. Виступав за соціальні гарантії матері і дитині на період від зачаття до повноліття. Лейтмотивом жіночого руху П. О. Бакунін вважав боротьбу за вищу освіту. З цією метою в Росії у XIX ст. організовувалися жіночі гуртки. Жінки домагалися відкриття вищих жіночих курсів.
Також російські анархісти боролися за звільнення жінок від робіт по дому. Князь Петро Кропоткін писав про жінку так:

"Вона більше не хоче бути в'ючною твариною свого будинку; досить з неї і того, що вона стільки років свого життя віддає на виховання дітей. Вона не хоче більше бути в будинку куховаркою, посудомийкою, покоївкою! Звільнення жінок передбачалося механізацією домашнього господарства, відкриттям закладів служби побуту та громадського харчування, їдалень для кожної групи будинків. «Звільнити жінку, — писав П. О. Кропоткін, — не означає відкрити для неї двері університету, суду чи парламенту; бо звільнена жінка завжди звалює домашню працю на яку-небудь іншу жінку. Звільнити жінку — значить позбавити її від праці на кухні та прання, що знижує розумові здібності; це означає — влаштуватися так, щоб дати їй можливість разом з годуванням і вирощуванням своїх дітей, мати достатньо вільного часу, щоб брати участь у суспільному житті».

Росія одною з перших у світі, законодавчо й офіційно проголосила рівність прав у 1917 році. Жовтнева революція дала жінкам рівні з чоловіками юридичні права, оскільки рівність проголошувалася загальною пролетарською ідеєю.
Умови для справжнього вирішення питання намагались створити в Радянській Росії. У перші місяці радянської влади були скасовані всі закони, що закріплювали нерівноправність жінок. Постанова про утворення робітничого і селянського уряду, прийнята 2-м з'їздом Рад 1917 року, передбачала участь організацій робітниць, поряд з іншими масовими організаціями, в управлінні державою.

Політичне рівноправ'я жінок було закріплено в першій радянській конституції (1918 рік). Разом з актами 1917—1918 років радянська влада повністю зрівняла жінку з чоловіком в трудовому праві, правах цивільних, сімейно-шлюбних, в галузі освіти, прийняла заходи з охорони жіночої праці, материнства і дитинства, закріпила принцип рівної оплати за рівну працю. Права жінок декларувалися в статті 122 Конституції СРСР 1936 року:
«Жінці в СРСР надаються рівні права з чоловіком у всіх галузях господарського, державного, культурного і громадсько-політичного життя.»